# Sebastian Ybbs
Sebastian Ybbs  ist das Pseudonym eines deutschen Künstlers und  Schriftstellers.
“Wer durch seine Räume geht, kann sich nicht sicher sein, ob er es mit einem Bildhauer zu tun hat, einem Philosophen, Musiker oder Schriftsteller. De facto bewegt sich Ybbs auf all diesen Gebieten und zieht seine Kreativität aus der gegenseitigen Befruchtung all dieser Metiers.”
Die fiktiven Romane von Sebastian Ybbs spielen alle vor einem zeitgemäßen realen Hintergrund. Er dringt tief in die Seele seiner Charaktere ein und zeigt auf, dass selbst bei bedeutenden, gar historischen Ereignissen immer der einzelne Mensch mit seinen Stärken und Schwächen, die sich vor allem in der privaten Zurückgezogenheit zu erkennen geben, die alles entscheidende Rolle spielt. Seine Protagonisten reagieren mal tiefgründig, mal lapidar auf ihre Umgebung, mal sind sie Motor, dann wieder bloß Beobachter der Geschehnisse. In seiner natürlichen Erzählweise schwankt Ybbs zwischen analytischen Reflexionen und leichtfüßigen Betrachtungen.
Ybbs trifft auf Camus
Ohne ihn vorher gekannt zu haben, lässt Sebastian Ybbs seinen Protagonisten in „Die Gedankentauscher“ auf Albert Camus stoßen und stellt fest, wie viele Parallelen es zwischen dem Œuvre Camus´ und diesem Roman gibt. Aus der folgenden Begeisterung für das literarische und philosophische Werk Camus´ und dessen politische Anschauungen ist eine besondere Affinität entstanden. Eine Folge dieser Auseinandersetzung war die Initiative zur Gründung einer deutschsprachigen Albert-Camus-Gesellschaft, die er gemeinsam mit Jürgen Kippenhan, dem Leiter des Aachener Instituts für Philosophie und Diskurs „LOGOI“ betrieben hat und zu dessen Präsidenten Ybbs 2014 gewählt wurde.
Die Romane im Einzelnen:
“Der Niedergang des Rod U.” ist eine zeitgemäße Adaption von Edgar Allan Poe´s „The fall of the houses of Usher“, die vor dem Hintergrund eines Bürgerkrieges in Europa spielt.
In einer heruntergekommenen belgischen Provinz gestrandet, sieht sich der „Held“ in
“Ein Außerirdischer in der Wallonie” auf sich selbst zurückgeworfen. Eine augenzwinkernde Auseinandersetzung Ybbs´ mit seiner Heimatregion.
“Der Mann im Schatten und der Motorradfahrer auf dem Eis” schildert hautnah das Aufeinandertreffen zwischen einem Terroristen und seinem Gefangenen. Das sehr persönliche Kammerspiel beruft sich auf die Ereignisse im Deutschen Herbst, bleibt aber eine zeitlose Fiktion.
Zwischen Genialität und Chaos pendelnd, lebt der Protagonist in „Die Gedankentauscher“ mal in tiefer Zurückgezogenheit, dann blüht er in jugendartiger Manier wieder auf, muss sich aber immer wieder mit der politischen Realität auseinandersetzen. Ursprung ist eine Situation, in der er sich der Vereinnahmung durch die neue antidemokratische Regierung seines Landes entziehen will, was sein bisheriges genügsames Leben grundsätzlich infrage stellt. Der Roman setzt sich mit den derzeitigen radikalpopulistischen Tendenzen in Europa und dem Ringen um einen aktuellen Demokratiebegriff auseinander. Andeutungen zu den Ereignissen im politischen Umbruch des arabischen Raums spielen nur scheinbar eine Nebenrolle.
Veröffentlichungen:
- Der Niedergang des Rod U. 2008, ISBN 978-3-85022-430-7.
- Ein Außerirdischer in der Wallonie. Schardt-Verlag, 2010, ISBN 978-3-89841-555-2.
- Der Mann im Schatten und der Motorradfahrer auf dem Eis. Schardt-Verlag, 2012, ISBN 978-3-89841-643-6.
- Die Gedankentauscher. Schardt-Verlag, 2013, ISBN 978-3-89841-720-4.
- Die Unendlichkeit geteilter Tage. Schardt-Verlag, 2019, ISBN 978-3-96152-208-8